# Торчууд
„Торчууд“' (на английски: Torchwood) е научнофантастичен телевизионен сериал, продуциран от BBC Wales. Създаден е от Ръсел Т. Дейвис, с участието на Джон Бароуман и Ив Майлс в главните роли. Сериалът е разклонение на популярния сериал, също продуциран от BBC, „Доктор Кой“ („Torchwood“ е и анаграма на „Doctor Who“).
Сериалът разказва за клон на организацията „Торчууд“ в град Кардиф, столицата на Уелс. Малък екип от хора се занимава с разследване на инциденти свързани с извънземни артефакти и същества. Излъчени са 4 сезона, като четвъртият, със заглавие „Torchwood: Miracle Day“, се състои от 10 епизода и е излъчен през 2011 г. Той е копродукция на BBC Wales, BBC Worldwide и мрежата от САЩ Starz Entertainment.

## „Торчууд“ в България
В България сериалът се излъчва по AXN Sci-Fi, със субтитри, като до края на 2011 г. са излъчени първите 3 сезона с няколко повторения, а 4-ти сезон, е излъчен по БНТ през 2013 г.